# ほしいもの
「ほしいもの」は、日本のシンガーソングライター・辻詩音の4作目のシングル作品。2009年10月28日にDefSTAR RECORDSよりリリース。

## 解説
2009年第3弾シングルであり、初の映画タイアップ作品となった。タイアップ作品である映画『わたし出すわ』の森田芳光監督が提案を受けたアーティストの中から辻を抜擢し、辻は映画のラッシュフィルムを視聴した上で曲を書き下ろした。
辻は、『わたし出すわ』の試写会（2009年10月25日、シネマート六本木）に出演し、ライブも行っている。

## 収録曲
1. ほしいもの (3:44)
アスミック・エースエンタテインメント配給映画『わたし出すわ』主題歌。
2. コインロッカーボーイ (3:28)
3. M/elody (Acoustic Version) (3:36)
3rdシングル曲「M/elody」のアコースティックバージョン。
4. ほしいもの (Instrumental) (3:44)

全曲、作詞/作曲：辻詩音 編曲：mw

## 収録アルバム
- Catch!（#1）